# Dżuszatuj-e Sofla
Dżuszatuj-e Sofla – wieś w Iranie, w ostanie Azerbejdżan Zachodni, w szahrestanie Szahin Deż. W 2006 roku liczyła 218 mieszkańców.